# Gare de Gotanda
La gare de Gotanda (五反田駅, gotanda-eki) est une gare ferroviaire de la ville de Tokyo au Japon. Elle est située dans le quartier Gotanda de l'arrondissement de Shinagawa. La gare est desservie par les lignes des compagnies JR East, Tōkyū et Toei.

## Situation ferroviaire
La gare de Gotanda est située au point kilométrique (PK) 2,9 de la ligne Yamanote et au PK 4,2 de la ligne Asakusa. C'est le terminus de la ligne Tōkyū Ikegami.

## Histoire
La gare de Gotanda ouvre le 15 octobre 1911 sur la ligne Yamanote. La ligne Tōkyū Ikegami y arrive le 17 juin 1928 et la ligne Asakusa le 15 novembre 1968.

## Services aux voyageurs

### Accès et accueil
La gare dispose d'un bâtiment voyageurs, avec guichet, ouvert tous les jours.

### Desserte

#### JR East
Quai surélevé, 2 voies.
| 1 | ■Ligne Yamanote | Shinagawa ・ Tokyo ・ Ueno       |
| 2 | ■Ligne Yamanote | Shibuya ・ Shinjuku ・ Ikebukuro |

#### Tōkyū
Les voies sont au-dessus de la gare JR.
| 1・2 | ■Ligne Tōkyū Ikegami | Hatanodai ・ Yukigaya-ōtsuka ・ Kamata |

### Toei
Station souterraine avec quai unique pour 2 voies.
| 1 | ■Ligne Asakusa | Nishi-Magome                       |
| 2 | ■Ligne Asakusa | Sengakuji ・ Nihonbashi ・ Oshiage |

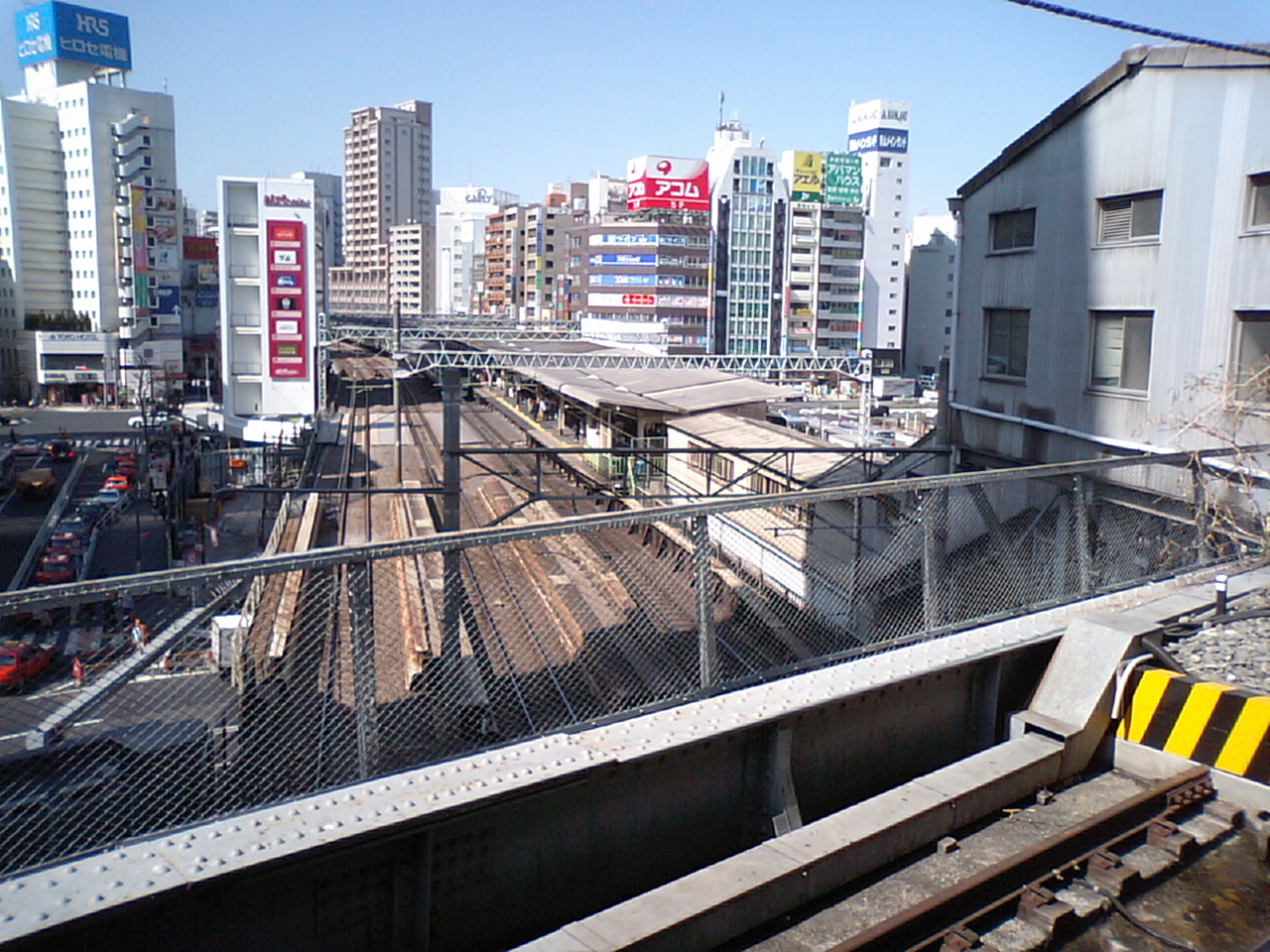
Voies JR East (depuis la gare Tōkyū)
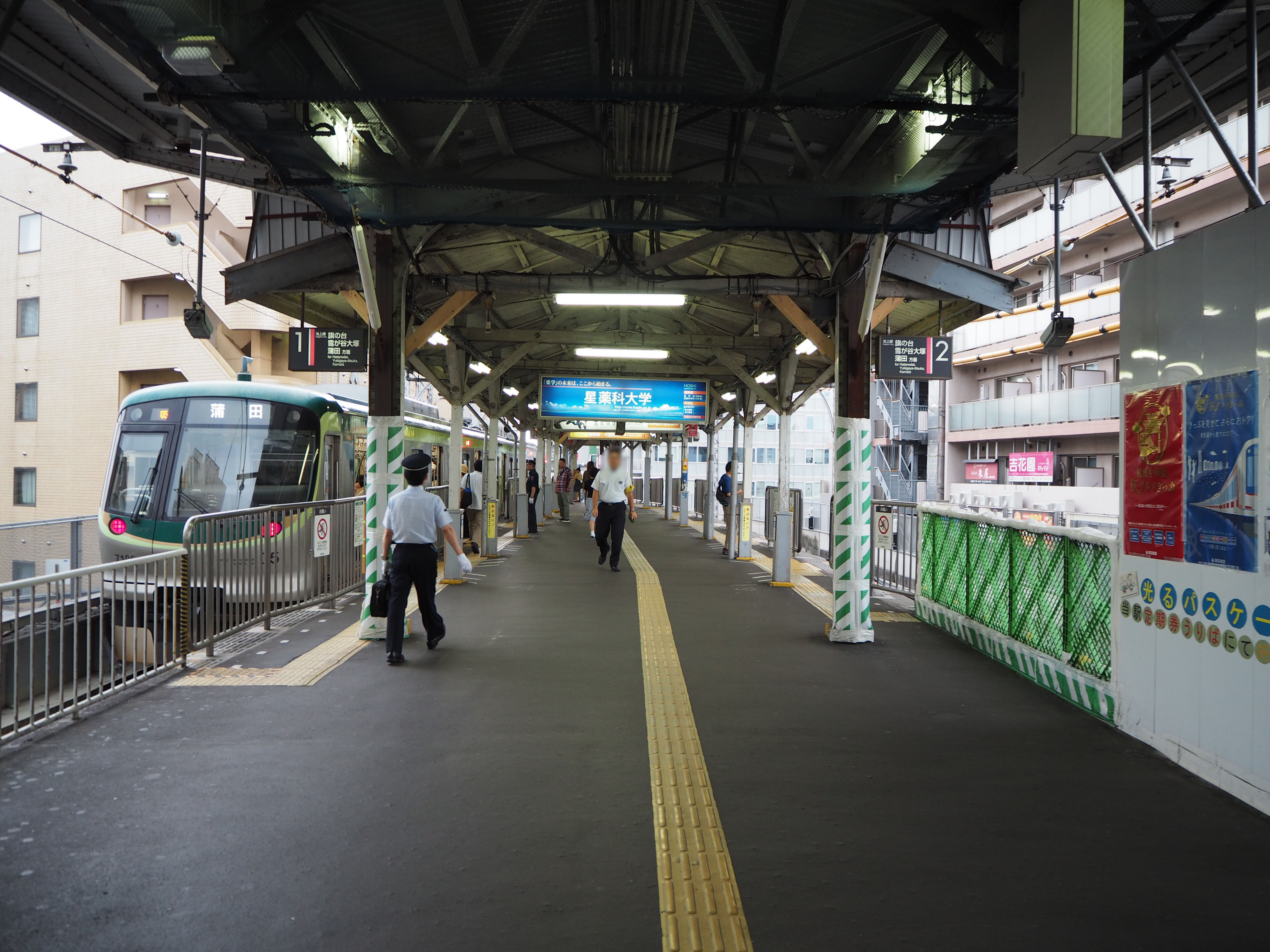
Quai Tōkyū
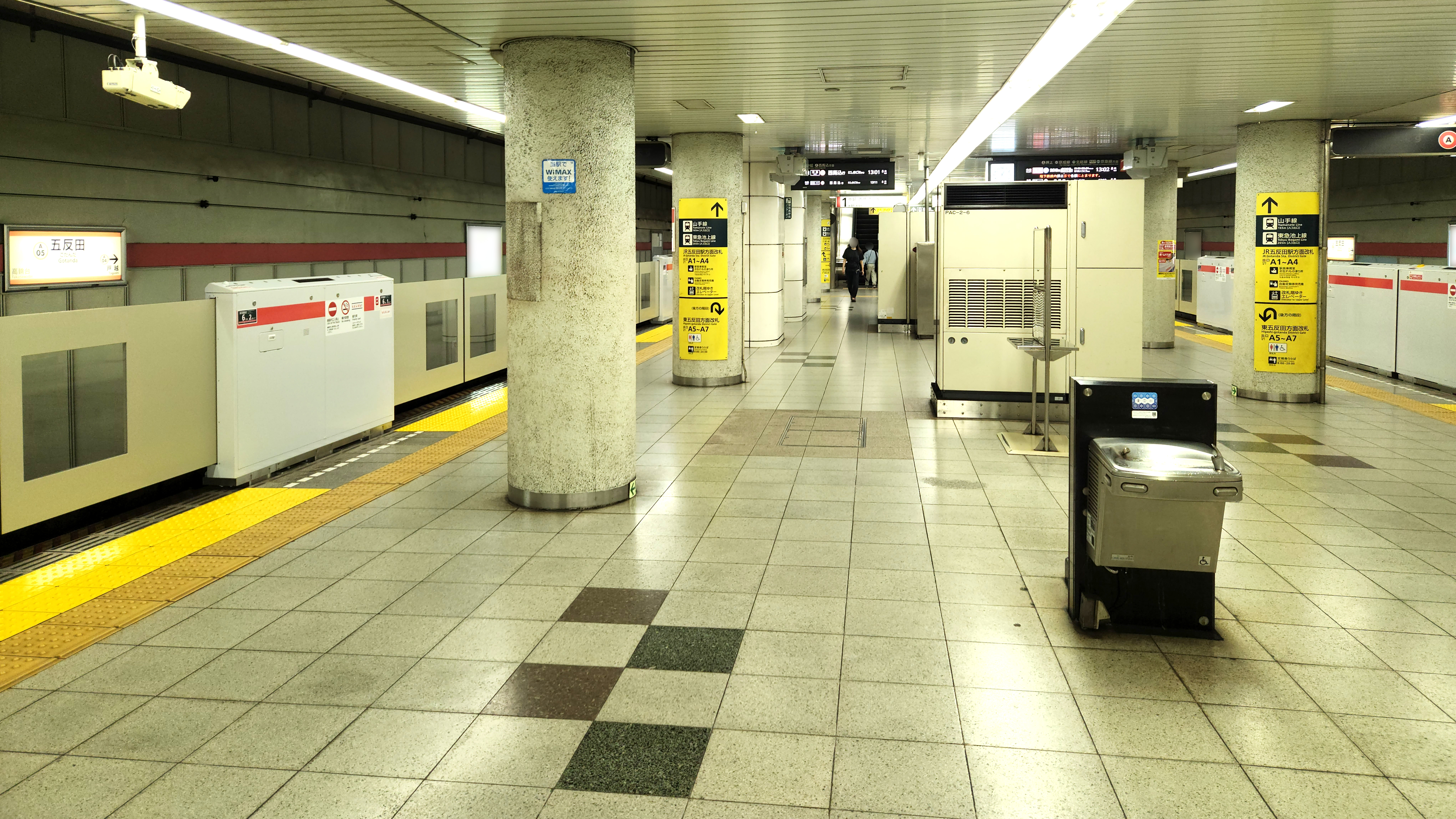
Quai Toei

## Gares adjacentes
| «           |  | Service             |  | »              |
| ----------- |  | ------------------- |  | -------------- |
| Meguro      |  | Ligne Yamanote      |  | Ōsaki          |
| Takanawadai |  | Ligne Asakusa       |  | Togoshi        |
| Terminus    |  | Ligne Tōkyū Ikegami |  | Ōsaki-Hirokōji |